# 尖叶毛柃
尖叶毛柃（学名：Eurya acuminatissima）为山茶科柃木属下的一个种。

## 扩展阅读
- 維基物種上的相關：尖叶毛柃